# Teorema de Noether
O teorema de Noether é um resultado da teoria de sistemas dinâmicos. A primeira versão do teorema foi demonstrada em 1918 por Emmy Noether.
Ela provou que toda grandeza física conservativa corresponde a um grupo contínuo de simetrias das equações. Simetria aqui é entendida como uma transformação matemática que deixa as equações inalteradas em sua essência, sendo que todas as simetrias possíveis formam um grupo (no sentido matemático do termo). Um grupo contínuo é um grupo de simetrias definidas por um número que pertence ao conjunto dos Reais.
O enunciado do teorema do ponto de vista matemático diz que para cada grupo uniparamétrico de difeomorfismos de um sistema dinâmico Lagrangeano existe uma constante do movimento. Em mais detalhes, em um sistema de equações diferenciais ordinárias nas funções no tempo {\displaystyle t}, {\displaystyle x(t),y(t),\ldots }, dada uma solução das equações {\displaystyle x_{1}(t),y_{1}(t),\ldots }, e uma operação nesta solução que dependa de um parâmetro real e que seja contínua {\displaystyle x_{1}(t)\rightarrow x_{2}(t),y_{1}(t)\rightarrow y_{2}(t),\ldots } de tal forma que {\displaystyle x_{2}(t),y_{2}(t),\ldots } é também solução do mesmo sistema, então existe uma constante independente do tempo associada a esta transformação.
Por exemplo, se a equação em questão for a segunda lei de Newton e a transformação for a rotação dos eixos espaciais {\displaystyle x}, {\displaystyle y} ou {\displaystyle z} na direção do eixo de simetria {\displaystyle z} por um ângulo (real) {\displaystyle \theta }, que formam um contínuo, então a grandeza física conservativa associada é o momento angular (na direção do eixo {\displaystyle z}). Outros dois exemplos importantes são: a família de translações numa determinada direção do espaço leva a conservação da quantidade de movimento, e a simetria temporal implica a conservação da energia.
Informalmente, podemos apresentar o teorema de Noether dizendo que: "Para cada família de simetrias corresponde uma lei de conservação".
A demonstração se baseia em utilizar o principio da ação conjuntamente das variações do tempo e das velocidades e coordenadas generalizadas, na função de Lagrange teremos o termo L cujo que a sua variação infinitesimal é L', o mesmo vale para o tempo e para as velocidades e coordenadas generalizadas, utilizando o principio da ação podemos encontrar a equação que descreve de maneira matemática o teorema de Noether. 
S = \int_{t_0}^{t} L \, dt  
\Delta S = S' - S = 0  
S' = \int_{t_0}^{t} L' \, dt'  
S = \int_{t_0}^{t} L \, dt  
\Delta S = \int_{t_0}^{t} (L' \frac{dt'}{dt} - L) \, dt  
\Delta S = \int_{t_0}^{t} (L' \frac{d(t + \delta t)}{dt} - L) \, dt  
como estamos tratando de variações infinitesimais em uma aproximação de primeira ordem tem-se que L' = L  
\Delta S = \int_{t_0}^{t} \left( \frac{d}{dt} (L \delta t) + \Delta L \right) \, dt  
\Delta_{\bar{}} L = \Delta L - \delta t \frac{dL}{dt}  
\Delta_{\bar{}} L = (\Delta q_a - \delta t \dot{q}_a) \frac{\partial L}{\partial q_a} + (\Delta \dot{q}_a - \delta t \ddot{q}_a) \frac{\partial L}{\partial \dot{q}_a}  
\Delta_{\bar{}} L = \Delta_{\bar{}} q_a \frac{\partial L}{\partial q_a} + \frac{d}{dt} \left(\Delta_{\bar{}} q_a \frac{\partial L}{\partial \dot{q}_a} \right)  
\Delta S = \int_{t_0}^{t} \left( \frac{d}{dt} (L \delta t) + \Delta_{\bar{}} q_a \frac{\partial L}{\partial q_a} \right) dt + \int_{t_0}^{t} \frac{d}{dt} \left(\Delta_{\bar{}} q_a \frac{\partial L}{\partial \dot{q}_a} \right) dt  
\frac{\partial L}{\partial q_a} + \frac{d}{dt} \left( \frac{\partial L}{\partial \dot{q}_a} \right) = 0  
\frac{d}{dt} (L \delta t) + \Delta_{\bar{}} q_a \frac{\partial L}{\partial \dot{q}_a} = 0  
A versão quântica do teorema está associada a diferentes resultados, como o chamado teorema de Wigner e o teorema de Stone.